# 親子上場を行っている企業一覧
親子上場を行っている企業一覧（おやこじょうじょうをおこなっているきぎょういちらん）。本項は、親子上場を行っている企業の一覧である。

## ア行
AOKIホールディングス（東証プライム・8214）
- ランシステム（東証スタンダード・3326）

AZ-COM丸和ホールディングス（東証プライム・9090）
- ファイズホールディングス（東証スタンダード・9325）

ADEKA（東証プライム・4401）
- 日本農薬（東証プライム・4997）

朝日放送グループホールディングス（東証プライム・9405）
- ディー・エル・イー（東証スタンダード・3686）

アドベンチャー（東証グロース・6030）
- 旅工房（東証グロース・6548）

イオン（東証プライム・8267）
- イオン九州（東証スタンダード・2653）
- イオンフィナンシャルサービス（東証プライム・8570）
- イオンファンタジー（東証プライム・4343）
- イオン北海道（東証スタンダード・7512）
- ウエルシアホールディングス（東証プライム・3141）
- キャンドゥ（東証スタンダード・2698）
- コックス（東証スタンダード・9876）
- サンデー（東証スタンダード・7450）
- ジーフット（東証スタンダード・2686）
- フジ（東証プライム・8278）
- マックスバリュ東海（東証スタンダード・8198）
- ミニストップ（東証プライム・9946）
- ユナイテッド・スーパーマーケット・ホールディングス（東証スタンダード・3222）

伊藤忠商事（東証プライム・8001）
- 伊藤忠エネクス（東証プライム・8133）
- 伊藤忠食品（東証プライム・2692）
- プリマハム（東証プライム・2281）

イノベーション（東証グロース・3970）
- シャノン（東証グロース・3976）

AIフュージョンキャピタルグループ（東証スタンダード・254A）
- ショーケース（東証スタンダード・3909）
  - ReYuu Japan（東証スタンダード・9425）

エアトリ（東証プライム・6191）
- まぐまぐ（東証スタンダード・4059）

AFC-HDアムスライフサイエンス（東証スタンダード・2927）
- さいか屋（東証スタンダード・8254）

AGC（東証プライム・5201）
- 伊勢化学工業（東証スタンダード・4107）

SBIホールディングス（東証プライム・8473）
- THEグローバル社（東証スタンダード・3271）
- SBIインシュアランスグループ（東証グロース・7326）
- SBIリーシングサービス（東証グロース・5834）
- SBIグローバルアセットマネジメント（東証プライム・4765）
- SBIアルヒ（東証プライム・7198）

エスフーズ（東証プライム・2292）
- オーエムツーネットワーク（東証スタンダード・7614）

Orchestra Holdings（東証プライム・6533）
- Sharing Innovations（東証グロース・4178）

岡谷鋼機（名証プレミア・7485）
- NaITO（東証スタンダード・7624）

オカモト（東証プライム・5122）
- 理研コランダム（東証スタンダード・5395）

オムロン（東証プライム・6645）
- JMDC（東証プライム・4483）

オリックス（東証プライム・8591）
- ユビテック（東証スタンダード・6662）

## カ行
関電工（東証プライム・1942）
- 川崎設備工業（名証メイン・1777）

キヤノン（東証プライム・7751）
- キヤノン電子（東証プライム・7739）
- キヤノンマーケティングジャパン（東証プライム・8060）

キャリアバンク（札証・4834）
- エコミック（東証スタンダード・3802）

キユーピー（東証プライム・2809）
- アヲハタ（東証スタンダード・2830）
- キユーソー流通システム（東証スタンダード･9369）

キリンホールディングス（東証プライム・2503）
- 協和キリン（東証プライム・4151）

近鉄グループホールディングス（東証プライム・9041）
- 近鉄百貨店（東証スタンダード・8244）
- KNT-CTホールディングス（東証スタンダード・9726）
- きんえい（東証スタンダード・9636）

クリエイト・レストランツ・ホールディングス（東証プライム・3387）
- SFPホールディングス（東証プライム・3198）

クロップス（東証スタンダード・9428）
- テンポイノベーション（東証プライム・3484）

KDDI（東証プライム・9433）
- 沖縄セルラー電話（東証スタンダード・9436）

神戸製鋼所（東証プライム・5406）
- 日本高周波鋼業（東証スタンダード・5476）

コロワイド（東証プライム・7616）
- 大戸屋ホールディングス（東証スタンダード・2705）
- アトム（東証スタンダード・7412）
- カッパ・クリエイト（東証プライム・7421）

## サ行
サイバーエージェント(東証プライム・4751)
- マクアケ（東証グロース・4479）

西部ガスホールディングス(東証プライム・9536)
- エストラスト（東証スタンダード・3280）

歯愛メディカル（東証スタンダード・3540）
- 白鳩（東証スタンダード・3192）

GMOインターネットグループ（東証プライム・9449）
- GMOインターネット（東証プライム・4784）（GMOインターネットグループの孫会社）
- GMOグローバルサイン・ホールディングス（東証プライム・3788）
- GMO TECH（東証グロース・6026）
- GMOフィナンシャルホールディングス（東証スタンダード・7177）
- GMOペイメントゲートウェイ（東証プライム・3769）
  - GMOフィナンシャルゲート（東証プライム・4051）
- GMOペパボ（東証スタンダード・3633）
- GMOメディア（東証グロース・6180）
- GMOリサーチ&AI（東証グロース・3695）

CKサンエツ（東証プライム・5757）
- 日本伸銅（東証スタンダード・5753）

JX金属（東証プライム・5016）
- 東邦チタニウム（東証プライム・5727）

清水建設（東証プライム・1803）
- 日本道路（東証プライム・1884）

ジョイフル（福証・9942）
- フレンドリー（東証スタンダード・8209）

昭和ホールディングス（東証スタンダード・5103）
- ウェッジホールディングス（東証グロース・2388）

信越化学工業（東証プライム・4063）
- 信越ポリマー（東証プライム・7970）

スターツコーポレーション（東証プライム・8850）
- スターツ出版（東証スタンダード・7849）

住友化学（東証プライム･4005）
- 住友ファーマ（東証プライム･4506）

住友商事（東証プライム・8053）
- SCSK（東証プライム・9719）

住友電気工業（東証プライム・5802）
- 住友電設（東証プライム・1949）
- 住友理工（東証プライム・5191）

住友倉庫（東証プライム・9303）
- 遠州トラック（東証スタンダード・9057）

セコム（東証プライム・9735）
- 能美防災（東証プライム･6744）

ソニーグループ（東証プライム・6758）
- SMN（東証スタンダード・6185）（ソニーグループの曾孫会社）

ソフトバンクグループ（東証プライム・9984）
ソフトバンクグループジャパン(未上場 ソフトバンクグループの子会社)
- ソフトバンク（東証プライム・9434）（ソフトバンクグループの孫会社）
  - アイティメディア（東証プライム・2148）（ソフトバンクグループの玄孫会社）
  - イーエムネットジャパン（東証グロース・7036）（ソフトバンクグループの曾孫会社）
  - サイバートラスト（東証グロース・4498）（ソフトバンクグループの玄孫会社）
  - LINEヤフー(東証プライム・4689)(ソフトバンクグループの曾孫会社)
    - バリューコマース（東証プライム・2491）（ソフトバンクグループの玄孫会社）
    - アスクル（東証プライム・2678）(ソフトバンクグループの玄孫会社)
      - アルファパーチェス（東証スタンダード・7115）(ソフトバンクグループの来孫会社)

    - ZOZO（東証プライム・3092）(ソフトバンクグループの玄孫会社)
    - dely（東証グロース・299A）(ソフトバンクグループの玄孫会社)

ソルクシーズ（東証スタンダード・4284）
- エクスモーション（東証グロース・4394）

## タ行
大成建設（東証プライム・1801）
- ピーエス・コンストラクション（東証プライム・1871）

ダイセキ（東証プライム・9793）
- ダイセキ環境ソリューション（東証スタンダード・1712）

大同特殊鋼（東証プライム・5471）
- 日本精線（東証プライム・5659）
- フジオーゼックス（東証スタンダード・7299）

大日本印刷（東証プライム・7912）
- インテリジェント ウェイブ（東証プライム・4847）
- 丸善CHIホールディングス（東証スタンダード・3159）
- 北海道コカ・コーラボトリング（東証スタンダード・2573）

大日本塗料（東証プライム・4611）
- 神東塗料（東証スタンダード・4615）

太平洋セメント（東証プライム・5233）
- パシフィックシステム（東証スタンダード・3847）

大和証券グループ本社（東証プライム・8601）
- （サムティ・レジデンシャル投資法人（東証REIT・3459））

大和ハウス工業（東証プライム・1925）
- コスモスイニシア（東証スタンダード・8844）

宝ホールディングス（東証プライム・2531）
- タカラバイオ（東証プライム・4974）

WDBホールディングス（東証プライム・2475）
- WDBココ（東証グロース・7079）

中部電力（東証プライム・9502）
- トーエネック（東証プライム・1946）
- エスコン（東証プライム・8892）

ディア・ライフ（東証プライム・3245）
- パルマ（東証グロース・3461）

ディー・エヌ・エー（東証プライム・2432）
- データホライゾン（東証グロース・3628）

ティーケーピー（東証グロース・3479）
- リリカラ（東証スタンダード・9827）
- ノバレーゼ（東証スタンダード・9160）

帝人（東証プライム・3401）
- ジャパン・ティッシュエンジニアリング（東証グロース・7774）

DDグループ（東証プライム・3073）
- エスエルディー（東証スタンダード・3223）

TPR（東証プライム・6463）
- ファルテック（東証スタンダード・7215）

テラスカイ（東証プライム・3915）
- BeeX（東証グロース・4270）

電通グループ（東証プライム・4324）
- CARTA HOLDINGS（東証プライム・3688）
- 電通国際情報サービス（東証プライム・4812）

テンポスホールディングス（東証スタンダード・2751）
- あさくま（東証スタンダード・7678）

東海旅客鉄道（東証プライム・9022）
- 日本車輌製造（東証プライム・7102）

東海東京フィナンシャル・ホールディングス（東証プライム・8616）
- 丸八証券（東証スタンダード・8700）

東映（東証プライム・9605）
- 東映アニメーション（東証スタンダード・4816）

東祥（東証スタンダード・8920）
- ABホテル（東証スタンダード・6565）

東ソー（東証プライム・4042）
- オルガノ（東証プライム・6368）

東宝（東証プライム・9602）
- スバル興業（東証スタンダード・9632）

東北電力（東証プライム・9506）
- ユアテック（東証プライム・1934）

東洋水産（東証プライム・2875）
- ユタカフーズ（東証スタンダード・2806）

東レ（東証プライム・3402）
- 水道機工（東証スタンダード・6403）
- 蝶理（東証プライム・8014）

トヨタ自動車（東証プライム・7203）
- 日野自動車（東証プライム・7205）

豊田自動織機（東証プライム・6201）
- アイチコーポレーション（東証プライム・6345）

豊田通商（東証プライム・8015）
- トーメンデバイス（東証プライム・2737）

トランス・コスモス（東証プライム・9715）
- 応用技術（東証スタンダード・4356）

## ナ行
南海電気鉄道（東証プライム･9044）
- 南海辰村建設（東証スタンダード･1850）

日産自動車（東証プライム・7201）
- 日産車体（東証スタンダード・7222）

日清食品ホールディングス（東証プライム・2897）
- 湖池屋（東証スタンダード・2226）

日本製鉄（東証プライム・5401）
- 大阪製鐵（東証スタンダード・5449）
- 黒崎播磨（東証プライム・5352）
- ジオスター（東証スタンダード・5282）
- 日鉄ソリューションズ（東証プライム・2327）
- 日本コークス工業（東証プライム・3315）

日本たばこ産業（東証プライム・2914）
- 鳥居薬品（東証プライム・4551）

日本駐車場開発（東証プライム･2353）
- 日本スキー場開発（東証グロース･6040）

日本電気（東証プライム・6701）
- 日本航空電子工業（東証プライム・6807）

NTT（東証プライム・9432）
- NTTデータグループ（東証プライム・9613）
  - NTTデータ・イントラマート（東証スタンダード・3850）
  - エックスネット（東証スタンダード・4762）
  - ネットイヤーグループ（東証グロース・3622）
- インテージホールディングス（東証プライム・4326）（NTTの孫会社）

日本郵政（東証プライム・6178）
- かんぽ生命保険（東証プライム・7181）
- ゆうちょ銀行（東証プライム・7182）

ノジマ（東証プライム・7419）
- ニフティライフスタイル（東証グロース・4262）（ノジマの孫会社）

## ハ行
ハウス食品グループ本社（東証プライム・2810）
- 壱番屋（東証プライム・7630）

博報堂DYホールディングス（東証プライム・2433）
- ユナイテッド（東証グロース・2497）（博報堂DYホールディングスの曾孫会社）

パソナグループ（東証プライム・2168）
- ビーウィズ（東証プライム・9216）

バローホールディングス（東証プライム・9956）
- アレンザホールディングス（東証プライム・3546）

光通信（東証プライム・9435）
- プレミアムウォーターホールディングス（東証スタンダード・2588）
- エフティグループ（東証スタンダード・2763）

ビックカメラ（東証プライム・3048）
- コジマ（東証プライム・7513）
- 日本BS放送（東証スタンダード・9414）

ヒューリック（東証プライム・3003）
- リソー教育（東証プライム・4714）

VTホールディングス（東証プライム・7593）
- AMGホールディングス（東証スタンダード・8891）
- トラスト（東証スタンダード・3347）

フォーバル（東証スタンダード・8275）
- フォーバル・リアルストレート（東証スタンダード・9423）
- フォーバルテレコム（東証スタンダード・9445）

古河電気工業（東証プライム・5801）
- 古河電池（東証プライム・6937）

ベクトル（東証プライム・6058）
- PR TIMES（東証プライム・3922）

北陸電力（東証プライム・9505）
- 北陸電気工事（東証プライム・1930）

北海道電力（東証プライム・9509）
- 北海電工（札証・1832）

本田技研工業（東証プライム・7267）
- ユタカ技研（東証スタンダード・7229）

## マ行
三井住友建設（東証プライム・1821）
- 三井住建道路（東証スタンダード・1776）

三井E&Sホールディングス（東証プライム・7003）
- 加地テック（東証スタンダード・6391）

ミツバ（東証プライム・7280）
- 両毛システムズ（東証スタンダード・9691）

三菱ガス化学（東証プライム・4182）
- JSP（東証プライム・7942）

三菱ケミカルグループ（東証プライム・4188）
- 日本酸素ホールディングス（東証プライム・4091）

三菱重工業（東証プライム・7011）
- 三菱ロジスネクスト（東証スタンダード・7105）

三菱商事（東証プライム・8058）
- 千代田化工建設（東証スタンダード・6366）
- 日東富士製粉（東証スタンダード・2003）
- 日本ケアサプライ（東証スタンダード・2393）
- 日本食品化工（東証スタンダード・2892）
- 三菱食品（東証スタンダード・7451）

三菱電機（東証プライム・6503）
- 弘電社（東証スタンダード・1948）

メディパルホールディングス（東証プライム・7459）
- PALTAC（東証プライム・8283）

## ヤ行
山崎製パン（東証プライム・2212）
- 不二家（東証プライム・2211）

ヤマダホールディングス（東証プライム・9831）
- 日本アクア（東証プライム・1429）(ヤマダホールディングスの孫会社)

やまや（東証スタンダード・9994）
- チムニー（東証スタンダード・3178）

ユカリア（東証グロース・286A）
- シンシア（東証スタンダード・7782）

## ラ行
RIZAPグループ（札証アンビシャス・2928）
- BRUNO（東証グロース・3140）
- SDエンターテイメント（東証スタンダード・4650）
- 夢展望（東証グロース・3185）
- MRKホールディングス（東証スタンダード・9980）
- 堀田丸正（東証スタンダード・8105）

楽天グループ（東証プライム・4755）
- 楽天銀行（東証プライム・5838）

## ワ行
ワールド（東証プライム・3612）
- ナルミヤ・インターナショナル（東証スタンダード・9275）